# Анна Каренина (фильм, 1935)
«Анна Каренина» (англ. Anna Karenina) — классический голливудский кинофильм, экранизация одноимённого романа Льва Толстого, считающийся одним из лучших фильмов Греты Гарбо.
Фильм вышел в прокат в США 30 августа 1935 года и во Франции 8 января 1936 года.
Консультантом фильма был граф Андрей Дмитриевич Толстой, сын графа Дмитрия Ивановича Толстого.

## Сюжет

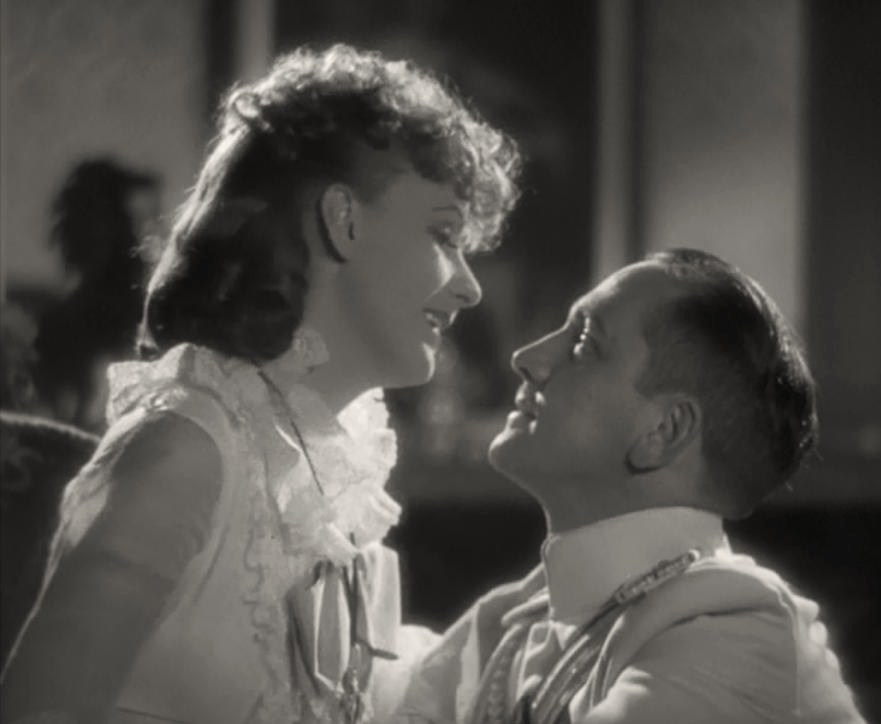
Грета Гарбо и Фредрик Марч

Фильм снят по роману Льва Николаевича Толстого «Анна Каренина».
Расхождения между книгой и романом
В романе Толстого Анна приезжает на вокзал, на её расспросы отвечают: «Граф Вронский? От них сейчас тут были, встречали княгиню Сорокину с дочерью». В этот момент кучер Михайла, гордый выполненным поручением, подал небрежным почерком написанную записку: «Очень жалею, что твоё письмо не застало меня, я буду в десять часов»… Анна вспомнила о раздавленном человеке в день её первой встречи с Вронским, и поняла, что ей надо делать. Быстрым и лёгким шагом…
Стилистически эта сцена в фильме передана точно кинематографическим языком: Состав отправляется на фронт под гимн хор Славься!, Анна видит в вагоне Вронского, с которым прощается его графиня мать и княжна Сорокина, которая в слезах проходит мимо неё. Графиня говорит, как рада, что её сын снова в форме…

## Создатели фильма

### В ролях
- Грета Гарбо — Анна Каренина
- Фредрик Марч — Вронский
- Морин О’Салливан — Кити
- Фредди Бартоломью — Сергей
- Мэй Робсон — Графиня Вронская
- Бэзил Рэтбоун — Каренин
- Реджинальд Оуэн — Стива
- Фостер Фиби — Долли
- Реджинальд Денни — Яшвин
- Гайлс Ишам — Левин
- Джоан Марш — Лили
- Этель Гриффис — мадам Карташова
- Гарри Бересфорд — Matve
- Сара Пэдден — гувернантка
- Мэри Форбс — принцесса Сорокина

В титрах не указаны
- Стэнли Эндрюс — муж в третьей паре
- Гарри Кординг — офицер на балу

### Съёмочная группа
- Режиссёр — Клэренс Браун
- Продюсер — Дэвид Селзник
- Производство — Метро-Голдвин-Майер
- Сценарий — Клеманс Дейн, Салка Виртэл, С. Н. Бермэн
- Оператор — Уильям Х. Дэниэлс
- Монтаж — Роберт Керн
- Музыка — Герберт Стотхарт
- Декорации — Седрик Гиббонс
- Костюмы — Адриан

## Факты
- Этот фильм — второе исполнение Гретой Гарбо роли Анны Карениной. В первый раз она играла её в черно-белом немом фильме, экранизации того же романа, выпущенной под названием «Любовь» (Love).

## Награды
За роль в этом фильме Грета Гарбо получила New York Film Critics Circle Award в 1935 году в номинации «Главная женская роль». Кубок Муссолини за лучший иностранный фильм на Венецианском фестивале того же года.
Кроме того, этот фильм находится под № 42 в списке American Film Institute 100 лучших фильмов о любви.